# Varkon
Varkon ist ein CAD-Computerprogramm, mit dem man Zeichnungen und dreidimensionale Konstruktionen erstellen kann.
Ursprünglich wurde Varkon 1984 bis 1986 an der Universität von Linköping in Schweden unter der Leitung von Johan Kjellander entwickelt. Dieser übernahm später die Geschäftsleitung der Firma Microform AB, die seitdem die Weiterentwicklung und das Markenrecht an Varkon übernommen hat. Die UNIX-Version wurde im Jahr 2000 unter der GNU General Public License freigegeben. Die Windows-Version kostet 875 US-Dollar.